# Cable Mistral
El cable Mistral es un cable submarino de telecomunicaciones que va entre Guatemala y Valparaíso, Chile, pasando por Ecuador y Perú. Es propiedad de Telxius.
Tiene una longitud aproximada de 7300 km y tiene una capacidad inicial de 132 Tbps. Entró en servicio en 2021.
Lleva su nombre en honor a Gabriela Mistral, la primera mujer de Iberoamérica en recibir el premio Nobel de Literatura en 1945.

## Puntos de aterrizaje
Los puntos de aterrizaje del cable son:
- Arica, Chile
- Valparaíso, Chile
- Salinas, Ecuador
- Puerto San José, Guatemala
- Lurín, Perú